# Theoklitos Farmakides

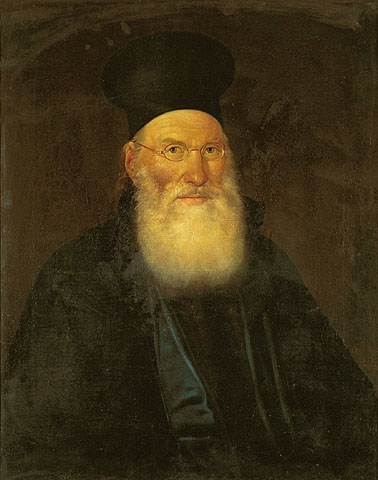
Theoklitos Farmakides, porträtt av Dionysios Tsokos, 1858.

Theoklitos Farmakides, född 15 januari 1784, död 26 april 1826, var en grekisk kyrkoman.
Efter Greklands oavhängighetsförklaring 1830 blev Farmakides ordförande i den synod, som tillsattes för att ordna de kyrkliga förhållandena. genomdrev på nationalsynoden i Nauplia 1833 den grekiska kyrkans autonomi och blev den nyinrättade ständiga synodens sekreterare. Farmakides strävan att få den grekiska kyrkan i kontakt med den moderna västerländska kulturen möttes snart av en stark ortodox reaktion, och Farmakides störtade från sin ledande ställning inom synoden. Han skrev då sin berömda Apologi (1840), värdefull även för kännedomen och Greklands kyrka.